# しきなみ (護衛艦)
しきなみ（ローマ字：JDS Shikinami, DD-106→TV-3503）は、海上自衛隊の護衛艦。あやなみ型護衛艦の4番艦。艦名は「頻りに寄せる波」に由来し、この名を受け継ぐ日本海軍の艦船としては敷波型駆逐艦「敷波」、吹雪型駆逐艦「敷波」に続き3代目に当たる。

## 艦歴
「しきなみ」は、昭和30度計画1,700トン型警備艦1606号艦として、三井造船玉野造船所で1956年12月24日に起工され、1957年9月25日に進水、1958年3月15日に就役し、横須賀地方隊に直轄艦として編入された。
1958年（昭和33年）3月31日、横須賀地方隊第8護衛隊に編入。同年10月25日、第8護衛隊が第1護衛隊群隷下に編成替え。
1963年（昭和38年）の特別修理工事のさいに装備の近代化工事が実施され、未装備であった電波探知装置（ESM）NOLR-1が後檣に装備、捜索用ソナーをOQS-14に、攻撃用ソナーをOQY-2に換装。
1973年（昭和48年）3月には短魚雷落射機を撤去し、68式3連装短魚雷発射管を2基搭載する対潜攻撃能力強化工事を実施。
1975年（昭和50年）6月13日、第8護衛隊が廃止となり、練習艦隊第1練習隊に編入、定係港が呉に転籍。
1976年（昭和51年）には護衛艦籍のまま練習艦への改装が実施され、4連装長魚雷発射管を撤去し実習員講堂が新設された。
1983年（昭和58年）3月30日、練習艦に種別変更され、艦籍番号がTV-3503に変更。
1987年（昭和62年）7月1日、僚艦の「いそなみ」と共に除籍。
1988年（昭和63年）江田島の古澤鋼材で解体
。